# Nodilittorina meleagris
Nodilittorina meleagris är en snäckart som först beskrevs av Valéry Louis Victor Potiez och Gaspard Louis André Michaud 1838.  Nodilittorina meleagris ingår i släktet Nodilittorina och familjen strandsnäckor. Inga underarter finns listade i Catalogue of Life.